# Ворожнеча
«Ворожне́ча» (англ. «Feud») — американський телесеріал-антологія, створений Раяном Мерфі, Джаффе Коеном і Майклом Замом. Прем'єра першого сезону відбулася 5 березня 2017. У головних ролях Сюзан Сарандон та Джессіка Ленґ. Сюжет першого сезону, який має назву «Бетті та Джоан», розвивається на тлі закулісного суперництва акторок Джоан Кроуфорд (Джессіка Ленґ) і Бетті Девіс (Сюзан Сарандон) під час зйомок їхнього фільму «Що сталося з Бебі Джейн?».
У лютому 2017 року FX продовжив серіал на 10 епізодів другого сезону. Після перерви, під час якої Мерфі залишив серіал, у квітні 2022 року було оголошено, що другий сезон буде мати назву «Жінки Капоте», де Джон Робін Бейтц виступатиме як шоуранер/сценарист, Ґас Ван Сент у ролі режисера та Наомі Воттс у ролі Бейб Пейлі. Сезон буде зосереджений на наслідках сюжету роману з ключем, написаного письменником Труменом Капоте, який заснований на житті кількох світських людей Нью-Йорка. Прем'єра другого сезону відбулася 31 січня 2024 року.

## Ролі

### Головні ролі
- Джессіка Ленґ у ролі Джоан Кроуфорд.
- Сюзан Сарандон у ролі Бетті Девіс.
- Джуді Девіс у ролі Гедди Гоппер.
- Джекі Гоффман у ролі Мамасіти.
- Альфред Моліна у ролі Роберта Олдріча.
- Стенлі Туччі у ролі Джека Ворнера.

### Спеціально запрошені зірки
- Кетрін Зета-Джонс у ролі Олівії де Гевіленд.
- Кеті Бейтс у ролі Джоан Блонделл.

### Другорядні ролі
- Кірнан Шипка у ролі Б. Д. Гаймен.
- Домінік Берджесс у ролі Віктора Буоно.
- Джоел Келлі Дотен у ролі Адама.
- Моллі Прайс у ролі Гаррієт Фостер Олдріч.
- Рід Даймонд у ролі Пітера.
- Марк Веллі у ролі Гері Меррілла.
- Тобі Хасс у ролі Френка Сінатри.
- Сара Полсон у ролі Джеральдін Пейдж.
- Джаред Бріз у ролі Майкла Девіса.

## Епізоди

### 1-й сезон
| № | # | Назва | Режисер              | Сценарист                           | Дата показу     | Код серії | Глядачі США (мільйони) |
| - | - | --- | -------------------- | ----------------------------------- | --------------- | --------- | ---------------------- |
| 1 | 1 | «Пілотна серія» «Pilot»                                                                                          | Раян Мерфі           | Джаффе Коен, Майкл Зам і Раян Мерфі | 5 березня 2017  | 1WBB01    | 2,26                   |
| 2 | 2 | «Інша жінка» «The Other Woman»                                                                                   | Раян Мерфі           | Джаффе Коен, Майкл Зам і Тім Майнір | 12 березня 2017 | 1WBB02    | 1,32                   |
| 3 | 3 | «Найдорожча матуся» «Mommie Dearest»                                                                             | Гвінет Хордер-Пейтон | Тім Майнір                          | 19 березня 2017 | 1WBB03    | 1,08                   |
| 4 | 4 | «Більш менш» «More, or Less»                                                                                     | Ліза Джонсон         | Джина Уелч і Тім Майнір             | 26 березня 2017 | 1WBB04    | 1,21                   |
| 5 | 5 | «І перемагає... (Оскар 1963)» «And the Winner is... (The Oscars of 1963)»                                        | Раян Мерфі           | Раян Мерфі                          | 2 квітня 2017   | 1WBB05    | 1.36                   |
| 6 | 6 | «Геронтологічний трилер» «Hagsploitation»                                                                        | Тім Майнір           | Тім Майнір і Джина Уелч             | 9 квітня 2017   | 1WBB06    | 1.06                   |
| 7 | 7 | «Покинута!» «Abandoned!»                                                                                         | Гелен Гант           | Джаффе Коен і Майкл Зам             | 16 квітня 2017  | 1WBB07    | 1.31                   |
| 8 | 8 | «Ти хочеш сказати, що увесь цей час ми могли бути друзями?» «You Mean All This Time We Could Have Been Friends?» | Гвінет Хордер-Пейтон | Джина Уелч                          | 23 квітня 2017  | 1WBB08    | 1.30                   |

### 2-й сезон
28 лютого 2017 року стало відомо, що телеканал FX продовжив серіал на другий сезон, який буде зосереджений на відносинах принца Чарльза і принцеси Діани.

## Нагороди та номінації
| Премія                                          | Категорія                                                                         | Номінант(и)                                                                                           | Результат | Ref.                 |
| ----------------------------------------------- | --------------------------------------------------------------------------------- | --- | --------- | -------------------- |
| Вибір телевізійних критиків                     | Найкращий мінісеріал                                                              | Ворожнеча: Бетті та Джоан                                                                             | Номінація |                      |
| Вибір телевізійних критиків                     | Найкраща акторка в мінісеріалі або телефільмі                                     | Джессіка Ленґ                                                                                         | Номінація |                      |
| Вибір телевізійних критиків                     | Найкращий актор другого плану в мінісеріалі або телефільмі                        | Альфред Моліна                                                                                        | Номінація |                      |
| Вибір телевізійних критиків                     | Найкращий актор другого плану в мінісеріалі або телефільмі                        | Стенлі Туччі                                                                                          | Номінація |                      |
| Вибір телевізійних критиків                     | Найкраща акторка другого плану в мінісеріалі або телефільмі                       | Джуді Девіс                                                                                           | Номінація |                      |
| Вибір телевізійних критиків                     | Найкраща акторка другого плану в мінісеріалі або телефільмі                       | Джекі Гоффман                                                                                         | Номінація |                      |
| Золотий глобус                                  | Найкращий мінісеріал або телефільм                                                | Ворожнеча: Бетті та Джоан                                                                             | Номінація | [ 13 ]               |
| Золотий глобус                                  | Найкраща жіноча роль мінісеріалу або телефільму                                   | Джессіка Ленґ                                                                                         | Номінація | [ 14 ] [ 15 ] [ 16 ] |
| Золотий глобус                                  | Найкраща жіноча роль мінісеріалу або телефільму                                   | Сьюзен Сарандон                                                                                       | Номінація | [ 14 ] [ 15 ] [ 16 ] |
| Золотий глобус                                  | Найкраща чоловіча роль другого плану серіалу, мінісеріалу або телефільму          | Альфред Моліна                                                                                        | Номінація | [ 17 ]               |
| Нагорода Голлівуду за музику у візуальних медіа | Основна музична тема – ТВ-шоу/мінісеріал                                          | Мак Квайлі                                                                                            | Номінація |                      |
| Прайм-тайм премія «Еммі»                        | Найкращий мінісеріал                                                              | Ворожнеча: Бетті та Джоан                                                                             | Номінація |                      |
| Прайм-тайм премія «Еммі»                        | Найкраща жіноча роль у мінісеріалі або телефільмі                                 | Джессіка Ленґ                                                                                         | Номінація |                      |
| Прайм-тайм премія «Еммі»                        | Найкраща жіноча роль у мінісеріалі або телефільмі                                 | Сьюзен Сарандон                                                                                       | Номінація |                      |
| Прайм-тайм премія «Еммі»                        | Найкраща чоловіча роль другого плану в мінісеріалі або телефільмі                 | Альфред Моліна                                                                                        | Номінація |                      |
| Прайм-тайм премія «Еммі»                        | Найкраща чоловіча роль другого плану в мінісеріалі або телефільмі                 | Стенлі Туччі                                                                                          | Номінація |                      |
| Прайм-тайм премія «Еммі»                        | Найкраща чоловіча роль другого плану в мінісеріалі або телефільмі                 | Джуді Девіс                                                                                           | Номінація |                      |
| Прайм-тайм премія «Еммі»                        | Найкраща чоловіча роль другого плану в мінісеріалі або телефільмі                 | Джекі Гоффман                                                                                         | Номінація |                      |
| Прайм-тайм премія «Еммі»                        | Найкращий режисер мінісеріалу або телефільму, або драматичної спецпрограми        | Раян Мерфі (for "And the Winner Is... (The Oscars of 1963)")                                          | Номінація |                      |
| Прайм-тайм премія «Еммі»                        | Найкращий сценарій мінісеріалу або телефільму, або драматичної спецпрограми       | Джаффе Коен, Раян Мерфі та Майкл Зам (for "Pilot")                                                    | Номінація |                      |
| Прайм-тайм премія «Еммі»                        | Найкращий сценарій мінісеріалу або телефільму, або драматичної спецпрограми       | Раян Мерфі (for "And the Winner Is... (The Oscars of 1963)")                                          | Номінація |                      |
| Прайм-тайм премія «Еммі»                        | Найкращий кастинг мінісеріалу або телефільму, або драматичної спецпрограми        | Ерік Доусон і Роберт Дж. Улрік                                                                        | Номінація |                      |
| Прайм-тайм премія «Еммі»                        | Найкращий костюмер історичного/ фантастичного серіалу, мінісеріалу або телефільму | Лоу Ейріх, Hannah Jacobs, and Katie Saunders (for "And the Winner Is... (The Oscars of 1963)")        | Номінація |                      |
| Прайм-тайм премія «Еммі»                        | Найкращий перукар у мінісеріалі або телефільмі                                    | Chris Clark, Ralph Michael Abalos, Wendy Southard, and Helena Cepeda                                  | Перемога  |                      |
| Прайм-тайм премія «Еммі»                        | Найкращі вступні титри серіалу                                                    | Раян Мерфі, Alexis Martin Woodall, Kyle Cooper, Nadia Tzuo and Margherita Premuroso                   | Номінація |                      |
| Прайм-тайм премія «Еммі»                        | Найкращий макіяж у мінісеріалі або телефільмі (без протезів)                      | Eryn Krueger Mekash, Robin Beauschense, Tym Buacharern, Kim Ayers, Becky Cotton, and David Williams   | Перемога  |                      |
| Прайм-тайм премія «Еммі»                        | Основна музична тема в мінісеріалі або телефільмі                                 | Мак Квайлі                                                                                            | Номінація |                      |
| Прайм-тайм премія «Еммі»                        | Найкращий саундтрек у мінісеріалі або телефільмі, або спецпрограмі                | Мак Квайлі (for "Pilot")                                                                              | Номінація |                      |
| Прайм-тайм премія «Еммі»                        | Найкращий дизайн серіалу                                                          | Judy Becker, Jamie McCall and Florencia Martin                                                        | Номінація |                      |
| Прайм-тайм премія «Еммі»                        | Найкраща програма короткої форми або реаліті-шоу                                  | Ворожнеча: Бетті та Джоан: Погляд зсередини                                                           | Номінація |                      |
| Премія Гільдії кіноакторів США                  | Найкраща жіноча роль у мінісеріалі або телефільмі                                 | Джессіка Ленґ                                                                                         | Номінація |                      |
| Премія Гільдії кіноакторів США                  | Найкраща жіноча роль у мінісеріалі або телефільмі                                 | Сьюзен Сарандон                                                                                       | Номінація |                      |
| Премія Асоціації телевізійних критиків          | Видатні досягнення в мінісеріалі або телефільмі                                   | Ворожнеча: Бетті та Джоан                                                                             | Номінація |                      |
| Премія Асоціації телевізійних критиків          | Індивідуальні досягнення в драмі                                                  | Джессіка Ленґ                                                                                         | Номінація |                      |
| Премія Асоціації телевізійних критиків          | Індивідуальні досягнення в драмі                                                  | Сьюзен Сарандон                                                                                       | Номінація |                      |
| Премія Гільдії режисерів США                    | Телефільм або мінісеріал                                                          | Judy Becker (for "Pilot", "And the Winner Is…", "You Mean All This Time We Could Have Been Friends?") | Номінація | [ 21 ]               |
| Премія Гільдії сценаристів США                  | Довгий метр - оригінальна програма                                                | Ryan Murphy, Gina Welch, Michael Zam                                                                  | Номінація | [ 22 ]               |
| Премія Гільдії продюсерів США                   | David L. Wolper Award for Outstanding Producer of Long-Form Television            | Ворожнеча: Бетті та Джоан                                                                             | Номінація | [ 23 ]               |
| ACE Eddie Awards                                | Best Edited Mini-Series or Motion Picture for Television                          | Adam Penn and Ken Ramos (for "Pilot")                                                                 | Номінація | [ 24 ]               |
| Премія Гільдії костюмерів США                   | Excellence in Period Television Series                                            | Лоу Ейріх                                                                                             | Номінація | [ 25 ]               |